# Четврта битка код Донголе
Четврта битка код Донголе или друго освајање Макурије (1287) вођена је између египатског султаната Мамелука и православног краљевства Макурије, што је резултирало одлучујућом победом Мамелучког Египта, када су Мамелуци заузели главни град Макурије Донголу, и приморали краља Самамуна да побегне и а затим поставили марионету на Макурски престо.

## Позадина
Године 1287. Султан Ел Мансур Калавун је одлучио да изврши инвазију на Краљевство Макурија и војно га припоји Египатском Мамелучком султанату, јер је оно већ било политички зависно од  Мамелука откако га је освојила египатска војска за време владавине султана Бајбарса у бици код Донголе (1276).
Египатски султан, Ел Мансур Калавун, је поверио  задатак командовања египатском војском принцу Ез ел Дину ел Кавранију, у кога је имао поверење и био упознат са његовим војним способностима. Султан ел Мансур Калавун је обавестио принца Ел Куранија о важности овог похода за Египат и његов престиж. Египатска војска, коју је предводио принц Ез ел Дин ел Каврани, кренула је према Макурији, војска је била подељена на 3 дела:
- Први део предводи принц Ез ел-Дин ел-Каврани.[1][2][4][3]
- Други део предводи принц Ез Ал-Дин Аидмар.[2][1][4][3]
- Трећи део предводи принц Сањар Ал-Масроури.[1][2][4][3]

## Битка
Када је египатска војска, коју је предводио принц Ез ел Дин ел Каврани, стигла до прве границе Макурије, све макурске снаге су се повукле са ње. Макуријске снаге су наставиле да се повлаче испред египатске војске све док египатска војска није стигла до главног града Краљевине Макурије, града Донголе. Тамо је дошло до жестоке битке између Египћана и православних Макуријана, која се завршила одлучујућом победом египатске војске коју је предводио принц Ез ел Дин ел Каврани и остатак принчева. Краљ Самамун од Макурије побегао је на крајњи југ Судана, а египатска војска је именовала његовог нећака за гувернера Макурије под египатским султанатом. Египатски гарнизон је остављен у Донголи да сачува египатску власт, а принц Ез ел Дин ел Каврани се тријумфално вратио као победник међу своје египатске војнике.